# Federazione pallavolistica del Botswana
La Federazione botswana di pallavolo (eng. Botswana Volleyball Federation, BVF) è un'organizzazione fondata per governare la pratica della pallavolo in Botswana.
Organizza il campionato maschile e femminile, e pone sotto la propria egida la nazionale maschile e femminile.
Ha aderito alla FIVB nel 1988.